# 키치세 미치코
기치세 미치코(吉瀬 美智子, 1975년 2월 17일~)는 일본의 모델이자 배우이다.

## 약력
- 후쿠오카현 아사쿠라시 출신.
- 고교 졸업후 고향의 커피숍 등에서 아르바이트를 하던 도중 모델로 스카우트 됨.

## 출연작

### TV 드라마
- 질투의 향기（2001년, TV아사히）
- 꽃보다 남자 (2005년, TBS）
- 전차남（2006년, 후지TV）
- 망상자매 (2006년, NTV)
- 라이어 게임（2007년, 후지TV)
- 노다메 칸타빌레（2008년 1월, 후지TV）
- 마왕（2008년 7월~9월, TBS）
- 블러디 먼데이（2008년 10월~12월, TBS）
- 천지인 (2009년, NHK 대하드라마) - 오유우 역
- 보스 (2009년 4월 ~ 7월, 후지TV)
- 블러디 먼데이 시즌 2 - (2010년 1월~3월, TBS)
- 강철의 여자 - (2010년, TV아사히)
- 길티: 악마와 계약한 여자 - (2010년, 후지TV)
- 보스 시즌 2 - (2011년, 후지TV)
- 강철의 여자 시즌2 - (2011년, TV 아사히)
- 하나와가의 네자매 - (2011년, TBS)
- 어린이 경찰 - (2012년, TBS) - 마츠다 린코
- 흑조의 호수 - (2021년, 와우와우) - 자이젠 유코

### 영화
- 플라잉☆래빗츠 (2008년)
- 노다메 칸타빌레 Vol.1 (2009년))
- 라이어 게임 : 더 파이널 스테이지 (2009년)
- 백야 (2009년)
- 노다메 칸타빌레 최종악장 (2010년)
- 바다의 금붕어 (2010년]]
- 사형대의 엘리베이터 일본판 (2010년)
- 나와 아내의 1778가지 이야기 (2011년)
- 런웨이☆비트 (2011년)
- 신의 카르테 (2011년)
- 짱구는 못말려 극장판: 폭풍수면! 꿈꾸는 세계 대돌격 (2016년)
- 극장판 시그널 (2021년) - 사쿠라이 미사키 역

## 에피소드
- 집에서 노는 걸 좋아하고, 밖에 나가는 건 별로 좋아하지 않는다고 한다.
- 취미는 낚시나 골프 등이다.